# Tự tử ở Nhật Bản

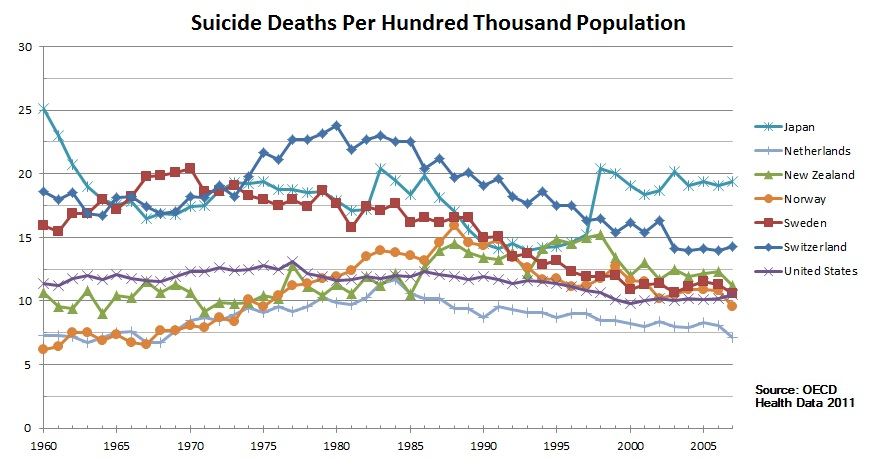
Xu hướng tự tử từ năm 1960 đến 2007 đối với các quốc gia Nhật Bản, Hà Lan, New Zealand, Na Uy, Thụy Điển, Thụy Sĩ và Hoa Kỳ

Tự tử ở Nhật Bản hay tự sát ở Nhật Bản đã trở thành một vấn đề xã hội lớn của quốc gia này. Nhật Bản có tỷ lệ tự tử tương đối cao so với các quốc gia khác, nhưng số vụ tự tử đang giảm dần và tính đến năm 2013 đã dưới 30.000 trong ba năm liên tiếp. Năm 2014 trung bình 70 người Nhật chết vì tự tử mỗi ngày và phần lớn là nam giới. Bảy mươi mốt phần trăm số người tự tử ở Nhật Bản là nam giới,  và đó là nguyên nhân hàng đầu gây tử vong ở nam giới ở độ tuổi 20-44. Vào năm 2016, tỷ lệ tự tử đã đạt mức thấp nhất trong 22 năm là 21.764, tức là ở nam giới giảm 1.664 xuống 15.017 và ở phụ nữ giảm 597 xuống còn 6.747.
Cũng như nhiều quốc gia khác, các yếu tố tự tử bao gồm thất nghiệp, thời kỳ trì trệ hoặc suy thoái kinh tế (chẳng hạn như " 20 năm mất mát" từ 1990 đến 2010) và áp lực xã hội. Năm 2007, Cơ quan Cảnh sát Quốc gia (NPA) đã sửa đổi việc phân loại động cơ tự tử thành một nhóm gồm 50 lý do với tối đa ba lý do được liệt kê cho mỗi vụ tự tử. tự tử bắt nguồn từ việc mất việc làm tăng 65,3%, trong khi những người có những khó khăn trong cuộc sống tăng 34,3%. Trầm cảm vẫn đứng đầu danh sách lý do trong năm thứ ba liên tiếp, tăng 7,1% so với năm trước.
Trong văn hóa Nhật Bản, có một lịch sử lâu dài với một số loại tự tử được coi là đáng kính, đặc biệt là trong thời gian thực hiện nghĩa vụ quân sự. Ví dụ, seppuku là việc sử dụng một thanh kiếm ngắn để tự rạch bụng chủ yếu do các samurai (chiến binh) thực hiện để tránh phải chịu nhục nhã, như sau thất bại trong trận chiến hoặc như một hành động phản kháng lại chính phủ. Kamikaze là phương pháp lái máy bay vào kẻ thù được sử dụng trong Thế chiến II. Tấn công vạn tuế là các cuộc tấn công bằng sóng người được sử dụng trong Chiến tranh Thái Bình Dương. Trong Trận Saipan và Trận Tinian, các chiến binh và thường dân Nhật Bản đã tự sát hàng loạt tại Vách núi tự sát và Vách đá Banzai.
Đã có sự gia tăng nhanh chóng các vụ tự tử kể từ những năm 1990. Ví dụ, năm 1998 chứng kiến mức tăng 34,7% so với năm trước. Điều này đã khiến chính phủ Nhật Bản phản ứng bằng cách tăng tài trợ để điều trị các nguyên nhân tự tử và những người đang hồi phục sau những vụ tự tử bất thành.